# Agua Bendita, Huixquilucan
Agua Bendita är en ort i Mexiko, tillhörande kommunen Huixquilucan i delstaten Mexiko. Agua Bendita ligger i den centrala delen av landet och tillhör Mexico Citys storstadsområde. Orten hade 251 invånare vid folkmätningen 2010.